# Jimi D.

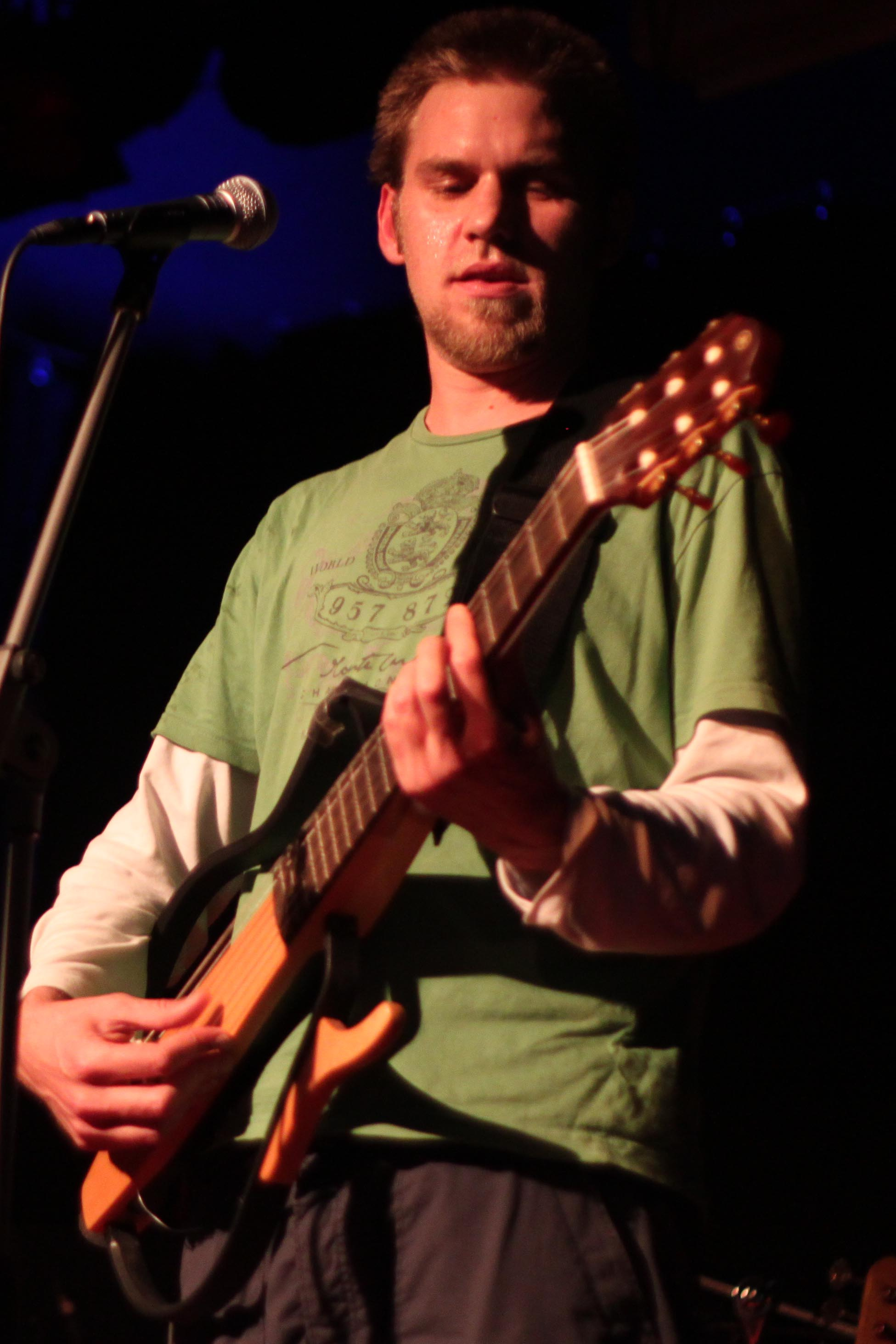
Jimi D. (2010)

Jimi D. (* 23. April 1980 in Graz; bürgerlich Christopher Beer) ist ein österreichisch-amerikanischer Singer-Songwriter.

## Leben
Christopher Beer, auch bekannt unter dem Pseudonym Jimi D., hat zwei Heimatorte. Aufgrund seiner amerikanischen Mutter und seines österreichischen Vaters lebte er abwechselnd in Graz (Österreich) und Wellfleet (Massachusetts). Als Kind entdeckte Beer seine Leidenschaft für Musik. Er sang im Schulchor, lernte Klavier und  Cello. Mit vierzehn Jahren begann er eigene Lieder zu komponieren und sich autodidaktisch das Gitarrespielen anzueignen. Nach seinem Studium der Psychologie mit Nebenfach Medienwissenschaften in Schottland und in Wien war er unter dem Künstlernamen Jimmy D. vier Jahre lang Mitglied der österreichischen Reggae-Band Rising Girl. 2003 veröffentlichte die Band ihr erstes Album „Just Be You“. Zwei Jahre später wurde das österreichische Major-Label Sony BMG auf die Formation aufmerksam und veröffentlichte die Single Rising Girl. Der Song wurde in österreichischen Radiosendern über mehrere Wochen gespielt und führte die Charts an. Nach dem Ausstieg aus der Band trat Beer seine musikalische Laufbahn unter dem Künstlernamen Jimi D. an.

## Musik
Live singt Beer, spielt Gitarre, Kazoo und Mundharmonika. Der Musikstil ist gekennzeichnet durch eine Mischung aus Reggae-, Ska-, Rock- und Folk-Elementen. Sehr markant ist der Klang der hohen Bariton/Tenor-Stimme. Wortspiele, Gedichte und Doppel bzw. Mehrfachdeutungen sind ein Merkmal seiner musikalischen Werke.

## Diskographie

### Alben
- 2003: Just be you (Rising Girl featuring Jimmy D.)
- 2005: Salamaleikum (Rising Girl featuring Jimmy D.)
- 2007: I do what I want
- 2009: Fisherman’s Son

### Singles
- 2007: Give me a Break
- 2008: Mary Jane
- 2009: Soulfire

### Kooperationen mit anderen Künstlern
- 2007: Raindrops (Jimi D. feat. Kim Cooper King Kanu Productions)
- 2007: Blistering Heat (feat. Mc Killo & King Kanu, World Music, Chat Chapeau (Soul Seduction))
- 2009: After the Rain (Dunkelbunt & Jimi D.  Album „Rain Drops & Elephants“)
- 2009: Memories Waldeck - dunkelbunt Remix (feat. Jimi D.) Album Sun Dub - A Spicy Blend

### Sampler bzw. Videos mit Jimi D.
- 2003: This ist the Sea 3/4 (BBC Wales, Kayak Video), Lied:"Slime"
- 2005: Rising Girl Video
- 2005: Kuschelrock-CD 19, Rising Girl feat. Jimi D. Lied: „Helena“
- 2005: Toggo Music 11, Rising Girl feat. Jimi D. Lied: „Salamalaikum“
- 2008: Styrian Stylez Sampler, Jimi D. Lied: "I wonder"